# Władysław Górski (aktor)
Władysław Antoni Górski (także Gurski, działał w latach 1870–1888) – polski aktor i przedsiębiorca teatralny, dyrektor teatrów prowincjonalnych i warszawskich teatrów ogródkowych.

## Życiorys
Od 1870 r. występował w zespołach teatrów prowincjonalnych, m.in. Kazimierza i Lucjana Królikowskich (1871), Władysława Dębskiego (1873, 1875) i Józefa Rybackiego (1877), a także w warszawskim teatrze ogródkowym "Antokol" (1875) i "Alhambra" (1888). W sez. 1876/1877 grał role epizodyczne w teatrze krakowskim. Wystąpił m.in. w roli Tamerlana (Czuła struna). W sezonie 1882/1883 wspólnie z Władysławem Leśniewskim kierował teatrem łódzki. W 1883 r. wspólnie z Janem Szymborskim prowadził zespół teatralny, wraz z którym występował w Piotrkowie i Sosnowcu. W tym samym roku wymieniany był jako dyrektor warszawskich teatrów ogródkowych: "Nowy Świat" i "Alhambra".